# Lough Erne
Pour les articles homonymes, voir Erne (homonymie).
Le Lough Erne (de l'irlandais Loch Éirne) en Irlande du Nord, se compose de deux lacs, situés sur le cours du fleuve Erne, qui s'écoule majoritairement dans le comté de Fermanagh. L'Erne commence par couler vers le nord, puis s'incurve vers l'ouest pour se jeter dans l'océan Atlantique. Le lac situé au sud étant le plus en amont des deux, il est désigné par Lough Erne supérieur (Upper Lough Erne), tandis que le lac le plus au nord est le Lough Erne inférieur (Lower Lough Erne).
Son nom irlandais signifie « Lac d'Ernai », du nom d'une des anciennes tribus du peuple Fir Bolg.
La partie supérieure est classée site Ramsar depuis le 4 mars 1997.

## Description

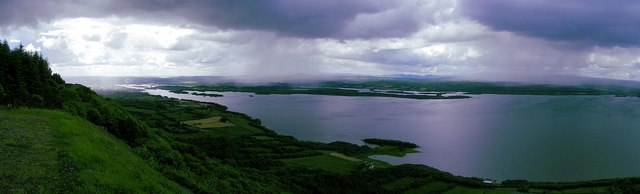
Le Lower Lough Erne.

Le Upper Lough Erne, le plus petit des deux, est long d'environ 19 km ; le Lower Lough Erne fait 29 km. Ils sont reliés par une portion de l'Erne longue d'environ 16 km.
Il existe un canal creusé entre le cours supérieur du Shannon et l'Erne ; il permet un trafic batelier depuis l'estuaire du Shannon au sud-ouest de l'Irlande pour regagner l'Atlantique au nord-ouest, en traversant les midlands irlandais (bien que la section finale entre Belleek à l'embouchure ne soit pas navigable).
Le Lough Erne est un plan d'eau particulièrement pittoresque d'Irlande, renommé pour la beauté de ses paysages. Il est également réputé pour la pêche de loisirs.
Entre les deux lacs se trouve la ville d'Enniskillen.
C'est sur Belle-Isles, une des îles du Lough Erne qu'ont été écrites les Annales d'Ulster au XVe siècle.
Curieusement, les habitants du lac ont moins souffert de la Grande Famine que ceux du reste de l'Irlande. Il est plus difficile pour le mildiou de voyager au-dessus des eaux d'un lac qu'à travers les vertes collines. Grâce à ses nombreuses îles protégées du parasite, les riverains du Lough Erne ont bénéficié d'une production de pommes de terre moins catastrophique que leurs compatriotes, les épargnant un peu de la pénurie dont souffrait le pays.
Pendant la Seconde Guerre mondiale, une base aérienne alliée était établie sur les rives du Lough Erne : à partir de mai 1941, des hydravions américains Catalina décollent du lac pour patrouiller l'océan. Ils contribuèrent notamment à la recherche du cuirassé allemand Bismarck, qu'ils finirent par localiser.

### Les îles

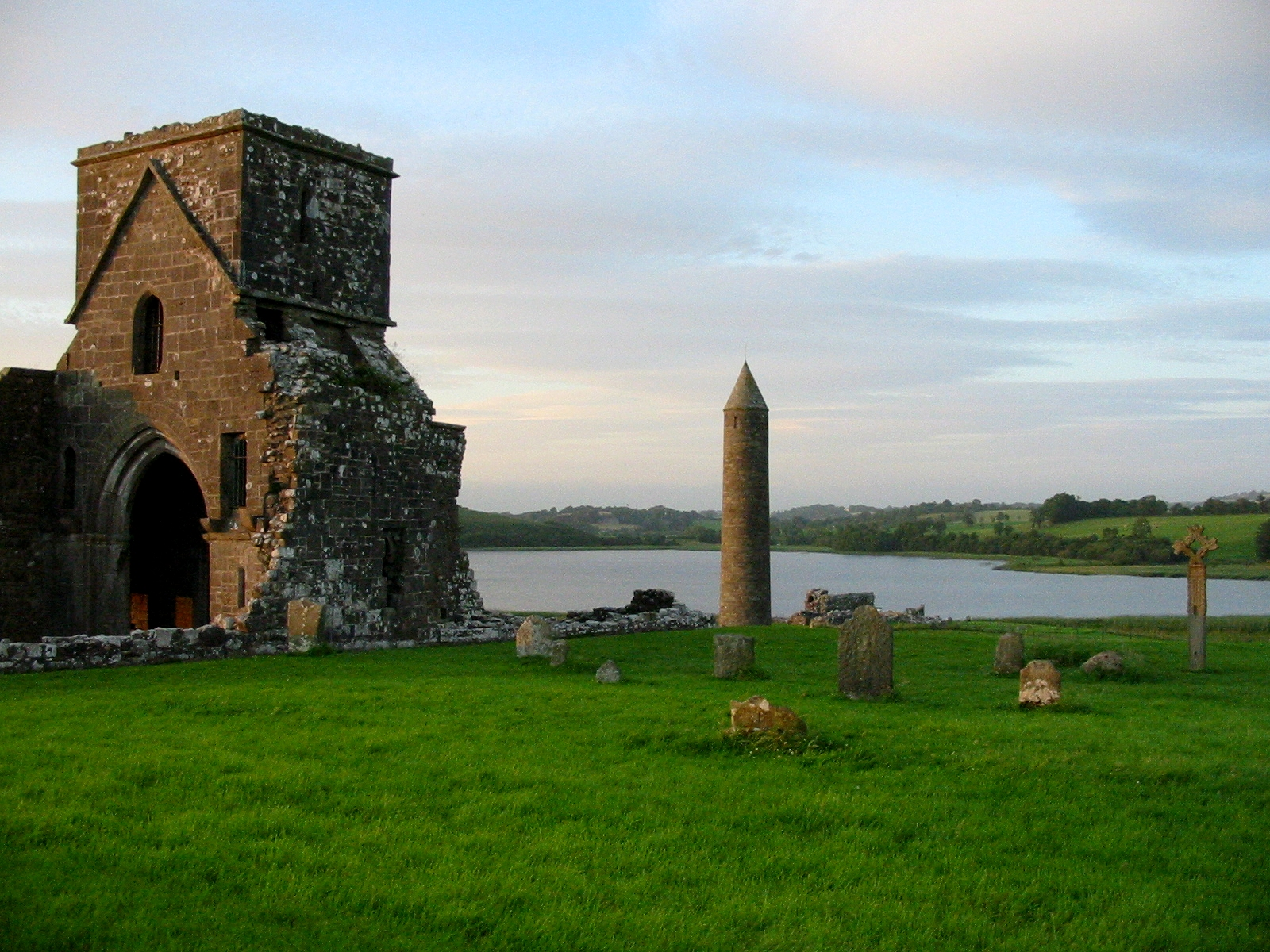
Monastère de Saint Molaise et sa tour ronde sur Devenish Island (Lower Lough Erne)

Le lac est parsemé de nombreuses îles et de petites péninsules ; nombre de celles-ci sont considérées également comme des îles car d'une part le rivage est extrêmement sinueux ; d'autre part, nombre de ces péninsules étaient réellement des îles jusqu'à ce que des opérations de drainage, dans les années 1880, aient fait baisser le niveau du lac de 1,5 mètre.
Dans le lac inférieur se trouvent Boa Island, Cleenishmeen Island, Crevinishaughy Island, Cruninish Island, Devenish Island, Ely Island, Horse Island, Inish Doney, Inish Fovar, Inish Lougher, Inish More, Inishmacsaint, Inishmakill, Lusty Beg Island, Lusty More Island et White Island.
Celles du lac supérieur sont Bleanish Island, Dernish Island, Inishcorkish, Inishcrevan, Inishfendra, Inishleague, Inishlught, Inishturk, Killygowan Island, Naan Island et Trannish.